# The Desert Rose Band
The Desert Rose Band är en amerikansk musikgrupp som bildades av gitarristen och sångaren Chris Hillman 1985. De övriga medlemmarna är Herb Pederson och John Jorgenson (båda sång och gitarr). Tidigare medlemmar var Bill Bryson (basgitarr), Jay Dee Maness (pedal steel guitar) och Steve Duncan (trummor). Gruppen spelar countryrock.
Gruppen debuterade 1987 med ett självbetitlat album. Skivan innehöll flera singlar som blev framgångsrika på den amerikanska countrysingellistan till exempel "One Step Forward" och "He's Back and I'm Blue". Även det andra studioalbumet blev framgångsrikt och gruppen fick en singeletta på countrylistan med "I Still Believe in You". Maness lämnade gruppen 1990 och ersattes av Tom Brumley. 1991 lämnade även Jorgensen och Duncan gruppen och 1994 lades den ner. Originalupplagan av Desert Rose Band har återförenats ett flertal gånger för konserter från 2008 och framåt.

## Diskografi
Studioalbum
- The Desert Rose Band (1987)
- Running (1988)
- Pages of Life (1990)
- True Love (1991)
- Life Goes On (1993)

Samlingsalbum
- A Dozen Roses – Greatest Hits (1991)
- Traditional (1993)
- Best of the Desert Rose Band (2014)

Singlar (topp 10 på US Country)
- "Love Reunited" (1987) (#6)
- "One Step Forward" (1987) (#1)
- "He's Back and I'm Blue" (1988) (#1)
- "Summer Wind" (1988) (#2)
- "I Still Believe in You" (1988) (#1)
- "She Don't Love Nobody" (1989) (#3)
- "Start All Over Again" (1989) (#6)